# Lordtanácselnök
A lordtanácselnök a Titkos Tanács elnöke (angolul: Lord President of the Council)  - a negyedik a történelmi állami főhivatalnokok között az Egyesült Királyságban, a lordkincstárnok alatt és a lordpecsétőr fölött. A lordtanácselnök feladata a Titkos Tanács ülésein elnökölni. A modern kori szokás szerint a lordtanácselnök mindig tagja a parlament valamelyik házának és hivatala kabinet-poszt is egyben.
A Titkos Tanács havonta egyszer ülésezik - akárhol legyen is az uralkodó az adott időben -, hogy hivatalosan jóváhagyja a királyi (valójában kormány-) rendeleteket. Ezeken az üléseken csupán néhány tanácsosnak (Privy Councillor) szükséges megjelennie, és csak akkor, ha a kormány meghívja. Mivel a lordtanácselnök feladatai nem specifikusak, a pozíciót gyakran egy tárca nélküli miniszter kapja. Az utóbbi években nagyon gyakori, hogy  a lordtanácselnök egyben alsóházi frakcióvezetőként is szolgáljon. 2003 óta a hivatalt egyesítették a Lordok Háza frakcióvezetőjével.
Olykor nem brit miniszterek is szolgálnak rövid ideig átmeneti lordtanácselnökként, a valamelyik Nemzetközösségi királyságban tartott titkos tanácsi  ülés elnökeként, például 1990-ben és 1995-ben Új-Zélandon, ahol Sir Geoffrey Palmer illetve James Bolger látták el a Titkos Tanács elnöke feladatait.
A 19. században a lordtanácselnök volt általában a kabinet oktatásért felelős tagja, egyéb feladatai mellett. Ezt a szerepet folyamatosan csökkentették a 19. század végén és a 20. század elején, de maradványai még fennmaradtak, például különböző egyetemek felügyeletében és irányításában.
Különösen fontos szerepet töltött be a lordtanácselnök a második világháború alatt, amikor az ún. Lordtanácselnöki Bizottság (Lord President's Committee) vezetője volt. Ez a bizottság központi elszámolóházként szolgált az országot érintő gazdasági kérdésekben. Mint ilyen, létfontosságú volt a brit katonai gazdaság és ebből következően a teljes brit háborús erőfeszítések működéséhez.
A lordtanácselnöknek nincs szerepe a Titkos Tanács Jogi Bizottságában (Judicial Committee of the Privy Council).

## Fordítás
- Ez a szócikk részben vagy egészben  a   Lord President of the Council című angol Wikipédia-szócikk ezen változatának fordításán alapul.  Az eredeti cikk szerkesztőit annak laptörténete sorolja fel. Ez a jelzés csupán a megfogalmazás eredetét és a szerzői jogokat jelzi, nem szolgál a cikkben szereplő információk forrásmegjelöléseként.